# لورا جوردان
لورا جوردان هي ممثلة كندية، ولدت في 10 أبريل 1977 بتورونتو في كندا.

## أعمال

### أفلام
- (2008) ديد أهاد

### مسلسلات
- الإخوة والأخوات

## وصلات خارجية
- لورا جوردان على موقع IMDb (الإنجليزية)
- لورا جوردان على موقع ألو سيني (الفرنسية)
- لورا جوردان على موقع أول موفي (الإنجليزية)
- لورا جوردان على موقع قاعدة بيانات الفيلم (الإنجليزية)
- لورا جوردان على موقع كينوبويسك (الروسية)